# Contea di Shanyin
La contea di Shanyin (山阴县S, Shānyīn XiànP) è una contea della Cina, situata nella provincia dello Shanxi e amministrata dalla prefettura di Shuozhou.